# 竹本明子
竹本 明子（たけもと あきこ、1966年7月23日 - ）は、日本のイラストレーター。現代美人画家（コンピュータグラフィックと岩絵具にて作画）。デザインスタジオバンブー主宰。一般社団法人日本メディアアート協会代表理事。大阪府出身。

## 略歴
1998年ヘアデザイナーからイラストレーター＆デザイナーに転身。美容師の経歴を生かし、女性美にまつわるイラスト、グラフィック、プロダクトデザイン等を多数手がける。また、現代美人画アーティストとして、女性独自の視点から捉えた女性の内面を表現した美人画を国内外に発表。女性の視点から描く現代美人画アーティストとして、国内・海外に作品を発表。

## 受賞歴
- フィレンツェビエンナーレ2003日本代表招待（74カ国参加）ドローイング＆グラフィック部門5位入賞（日本人初受賞）
- フィレンツェビエンナーレ2007にも日本代表として参加。